# Monestir de Chiajna
El monestir de Chiajna és el nom d'una església en ruïnes situada als afores de Bucarest, Romania, que és objecte de moltes llegendes, inclosa la història que està maleïda. El centre d'informació, el Parc Giulești, es dedica al manteniment i protecció de l'edifici, que és patrimoni nacional.

## Història

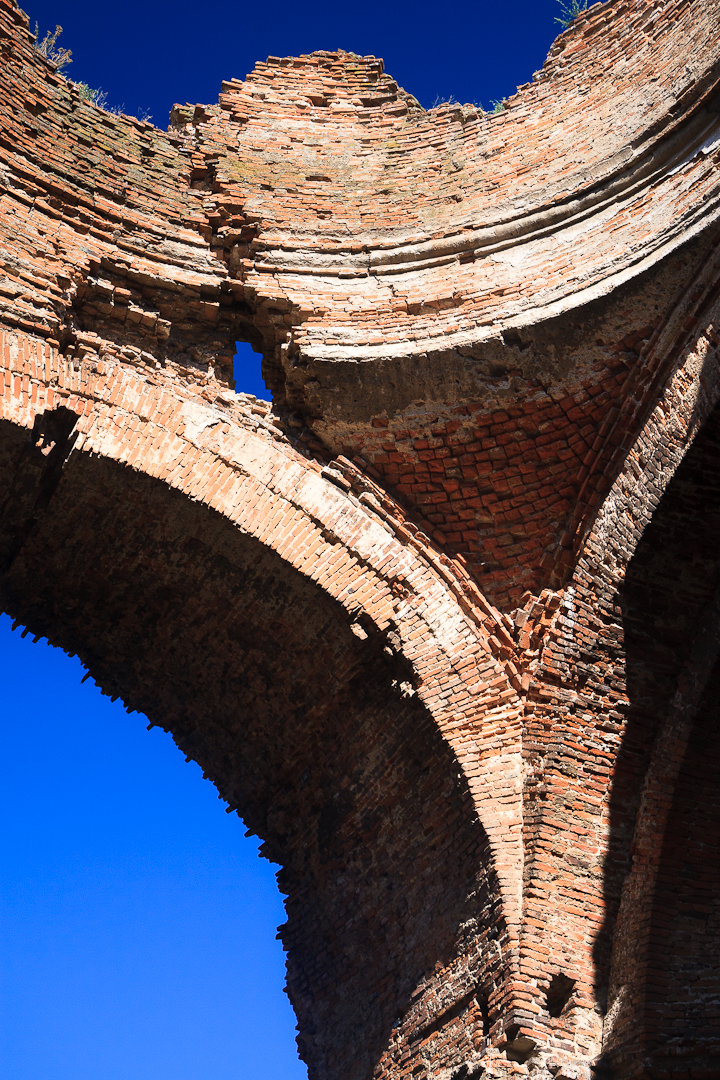
Interior del monestir de Chiajna

La construcció va començar durant el regnat d'Alexandre Ipsilanti (1774–1782) i va ser completada pel príncep Nicolau Mavrogenes (1786–1790) durant l'època fanariota també anomenada govern d'origen grec de Valàquia. Va ser construït en estil neoclàssic, i es considerava molt gran per a aquella època: 43 metres de llargada i 18 d'alçada, amb murs d'1 i 2 metres de gruix. L'estructura es va completar sota el govern de Mavrogenes entre l'abril de 1786 i el setembre de 1790.
L'església havia de ser un dels llocs de culte més importants de Romania, però això no va passar mai. El monestir va ser abandonat durant la pesta del regnat d'Alexandre Ypsilanti.
Altres fonts diuen que les obres del monestir van començar l'any 1792, però van ser abandonades durant l'època de pesta, quan el príncep era Mihai Suțu.
La torre es va esfondrar en el terratrèmol de 1977.
El monestir apareix al vídeo de "Majestat" d'Ava Inferi.

## Llegendes
- La llegenda diu que l'església va ser bombardejada pels turcs fins i tot abans de la consagració. Segons els informes, els turcs creien que l'església era un objectiu militar i van intentar destruir-la. Així, es van cremar tots els documents de l'església, tot i que l'edifici mateix va romandre dempeus.[3]
- La seva gran campana va ser llançada a les aigües del riu Dâmbovița i, segons els locals, se sent colpejar les nits de lluna plena.[3]
- A la paret de la dreta des de l'entrada, aproximadament al mig, uns peus d'alçada, es va formar guix desprenent-se amb l'aspecte d'una dama o àngel, i alguns afirmen que s'assembla a l'Esfinx de Gizeh o l'Esfinx romanesa.[cal citació]
- Al llarg dels anys, s'han registrat moltes desaparicions al monestir, especialment de gent gitana veïna.[cal citació]

## Edifici avui
La ruïna es troba a les proximitats immediates del ferrocarril Bucarest - Craiova i prop del camí d'aproximació final a l'Aeroport de Bucarest, el trànsit per aquestes rutes accelerant la seva degradació. Alguns arquitectes creuen que el monestir es pot restaurar, perquè una església construïda des de zero costaria molt més.
L'abril de 2011 el monestir va ser reclamat per l'església i ara té plans de restauració del lloc. El lloc ara està vorejat per una tanca, però l'accés és lliure.